# روجر تومسون
روجر تومسون (19 ديسمبر 1991 بأبرشية كلارندون في جامايكا - ) هو لاعب كرة قدم كندي في مركز الدفاع. شارك مع منتخب كندا تحت 20 سنة لكرة القدم. أما مع النوادي، فقد لعب مع نادي ماريهامن وKSV Baunatal ‏ وEkenäs IF ‏ وVasa IFK ‏ ونادي تريليبورج ‏.

## وصلات خارجية
- روجر تومسون على موقع اتحاد السويد (السويدية)
- روجر تومسون على موقع قاعدة بيانات كرة القدم.إي يو (الإنجليزية)
- روجر تومسون على موقع Soccerway.com (الإنجليزية)